# Ingrid Alexandra de Norvège
La princesse Ingrid Alexandra de Norvège (en norvégien : Ingrid Alexandra av Norge), née le 21 janvier 2004 à Oslo (Norvège), est la fille et le premier enfant du prince héritier Haakon de Norvège et de son épouse la princesse Mette-Marit. Elle occupe la deuxième place dans l'ordre de succession au trône de Norvège.

## Famille
La princesse Ingrid Alexandra est la fille du prince héritier et de la princesse héritière du royaume de Norvège, elle est ainsi la petite-fille du roi Harald V et de la reine Sonja. Elle a un frère cadet, le prince Sverre Magnus qui la suit dans l'ordre de succession, et un demi-frère aîné Marius Borg Høiby, qui a sept ans de plus qu'elle.
En tant que descendante de la reine Maud de Norvège, elle figure dans l'ordre de succession au trône britannique à une place qui varie souvent en raison des naissances et des morts des autres personnes présentes avant elle dans la liste.

## Biographie

### Naissance
La princesse Ingrid Alexandra naît le 21 janvier 2004 à l'Hôpital national norvégien d'Oslo.

### Éducation
De 2010 à 2014, elle est inscrite à l'école élémentaire publique de Jansløkka. À la rentrée 2014, elle rejoint une école internationale bilingue norvégien-anglais. Ensuite Ingrid Alexandra a rejoint l'école d'Oslo Uranienborg pour terminer ses études secondaires de premier cycle.
À l’automne 2020, elle a commencé ses études secondaires à la Elvebakken Upper Secondary School d'Oslo dont elle sort diplômée en avril 2023. Après avoir obtenu son diplôme, Ingrid Alexandra a travaillé comme assistante scolaire et comme travailleuse environnementale à l'école d'Uranienborg
Le 17 janvier 2024, elle commence son service militaire d'une durée de douze mois comme conscrite au Bataillon du génie de la Brigade Nord. Elle était l'une des 9 900 jeunes Norvégiens sélectionnés pour le service militaire obligatoire en 2024.

### Baptême et confirmation
La princesse est baptisée dans la chapelle du palais royal d'Oslo le 17 août 2004. Ses parrains et marraines sont son grand-père paternel le roi Harald V, le roi Frederik de Danemark, alors encore prince héritier, le roi Felipe d'Espagne, la princesse héritière Victoria de Suède ainsi que sa tante la princesse Märtha Louise et sa grand-mère maternelle Marit Tjessem.
Le 30 août 2019, la princesse Ingrid Alexandra est confirmée dans son appartenance à l'Église par l'évêque d'Oslo Kari Veiteberg, en présence de nombreux invités tels que le roi Felipe d'Espagne, la princesse héritière Victoria de Suède, le prince héritier Frederik de Danemark, ainsi que la princesse Märtha Louise de Norvège.

### Future reine de Norvège
Ingrid Alexandra fait partie de la nouvelle génération en Europe de futures reines, consécutive à la suppression de la règle de primogéniture masculine décidée en Norvège en 1990. Outre Ingrid Alexandra de Norvège, quatre autres princesses bénéficient du changement des règles successorales : Victoria de Suède (substituée à son frère cadet, comme héritière du trône, après suppression de la loi salique qui lui aurait interdit toute possibilité de succession) ; Élisabeth de Belgique (née après la modification des règles successorales en Belgique) ; Leonor d'Espagne et Catharina-Amalia des Pays-Bas. Cinq princesses seront appelées à régner en Europe.
Lors du mariage de sa marraine la princesse Victoria de Suède, elle est demoiselle d'honneur, ainsi que la princesse Catharina-Amalia des Pays-Bas et le prince Christian de Danemark qui seront aussi un jour, comme elle, appelés à monter sur un trône.
Le 21 janvier 2022, jour de ses dix-huit ans, la princesse devient le premier membre de la famille royale hormis le roi et l’héritier à siéger au Conseil d’État.

## Titulature et décorations

### Titulature
- Depuis le 21 janvier 2004 : Son Altesse Royale la princesse Ingrid Alexandra de Norvège.

Monogramme de la princesse Ingrid Alexandra de Norvège.

### Décorations
- Grand-croix avec collier de l'ordre de Saint-Olaf
- Chevalier dans l'ordre de l'Éléphant

## Sources
- (en) Son portrait sur le site de la monarchie norvégienne
- Princesse Ingrid-Alexandra sur norvege-fr.com, site d'informations sur la Norvège